# راي ثوربورن
راي ثوربورن (بالإنجليزية: Ray Thorburn)‏ هو مهندس كهربائي وسياسي أسترالي، ولد في 15 نوفمبر 1930 في سيدني في أستراليا، وتوفي في 30 يناير 1986 في أستراليا. حزبياً، نشط في حزب العمال الأسترالي. وقد انتخب عضو مجلس النواب الأسترالي عن دائرة كوك ‏ (2 ديسمبر 1972 – 13 ديسمبر 1975).